# Oophaga histrionica
Espèce
Synonymes
- Dendrobates histrionicus Berthold, 1845
- Dendrobates tinctorius wittei Laurent, 1942
- Dendrobates histrionicus confluens Funkhouser, 1956

Statut de conservation UICN

CR : 
En danger critique
Statut CITES
Oophaga histrionica est une espèce d'amphibiens de la famille des Dendrobatidae.

## Écologie et comportement

### Reproduction
Lors de la période de reproduction durant la saison des pluies, le mâle émet, perché sur une feuille, un chant afin d'attirer la femelle. Lorsqu'il parvient à en attirer une, ils cherchent un endroit propice à la ponte. La femelle y pond ensuite de 4 à 20 œufs que le mâle arrose de son sperme. La femelle reste ensuite près de ses œufs pour les garder. Lorsque les œufs éclosent après une dizaine de jours, les têtards grimpent à l'aide de leur queue sur le dos de leur mère qui les dépose ensuite un par un dans des petits coins d'eau, généralement situés au niveau des aisselles de broméliacées.  Après trois mois, les têtards, qui ont complété leur métamorphose, retournent sur la terre ferme.

### Alimentation et prédateurs
Comme les autres grenouilles, Oophaga histrionica utilise sa vue ainsi que sa  langue collante et rétractable afin de capturer ses proies. Une étude a été réalisée sur le régime alimentaire des Oophaga histrionica et des Phyllobates aurotaenia qui appartiennent également à la famille des Dendrobatidae. Pour cela, vingt spécimens de chacune des deux espèces ont été capturés en 2009 dans la localité de Pié de Pató, près d'Alto Baudó, en Colombie. Après analyse du contenu de l'estomac et des intestins des grenouilles collectées, le résultat montre qu'elles ont un régime alimentaire très similaire qui se compose notamment de fourmis. En effet, selon l'herpétologiste américain Jeffrey Robert Parmelee, ce serait des proies lentes, facilement disponibles car regroupées en colonies. Cependant, elles ont une faible valeur nutritionnelle, ce qui nécessite d'en manger de grandes quantités. Oophaga histrionica se nourrit également de collemboles, de diplopodes, de chilopodes, de blattes, de hémiptères, de pseudoscorpions, de termites, de gastéropodes, d'arachnides, de dermaptères, de mollusques et de larves de coléoptères. Les têtards de cette espèce se nourrissent, quant à eux, d'œufs infertiles que leur apporte leur mère.

## Distribution et habitat
Cette espèce est endémique de Colombie. Elle se rencontre dans les départements d'Antioquia, de Chocó et de Valle del Cauca jusqu'à 1 000 m d'altitude dans la plaine pacifique.
Elle vit dans les forêts tropicales humides.

## Découverte et taxinomie

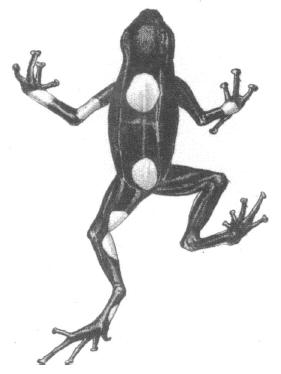
Illustration par Berthold en 1846 de la Oophaga histrionica.

## Oophaga histrionicaet l'Homme

### Menaces et protection
Depuis 2004, l'Union internationale pour la conservation de la nature (UICN) considère qu'il s'agit d'une « espèce de préoccupation mineure » (LC). En effet, bien que ses effectifs décroissent, c'est une espèce commune avec une aire de répartition étendue et qui semble tolérer dans une certaine mesure la modification de son habitat. Les populations ne semblent pas être fragmentées. Oophaga histrionica est néanmoins menacée par plusieurs facteurs tels que la déforestation dans le cadre du développement agricole, des cultures illégales, de l'exploitation forestière et de l'urbanisation. Elle est également exposée à la pollution de son environnement via l'épandage des cultures illégales. Par ailleurs, cette espèce est capturée de façon illicite pour le commerce international des animaux de compagnie et celui des médicaments, mais cela ne constitue probablement pas une menace majeure. Oophaga histrionica figure également dans l'annexe II de la CITES depuis le 22 octobre 1987.
Le 7 novembre 2018, 53 Oophaga histrionica, 50 Oophaga lehmanni et 13 Oophaga sylvatica sont saisies à l'aéroport international El Dorado par la police. Considéré comme un crime environnemental en Colombie, le trafic d'espèces sauvages est sanctionné par des amendes pouvant atteindre un million de dollars. Selon le secrétariat à l'environnement de la mairie de Bogota, il s'agit alors de « la plus importante saisie d'amphibiens confisqués à des trafiquants de faune sauvage à Bogota », avec une valeur marchande estimée à plus de 380 000 dollars.

### Élevage en captivité

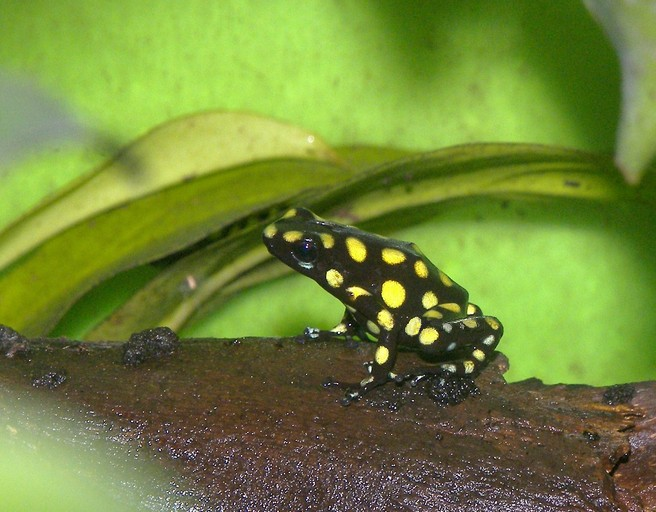
Oophaga histrionica
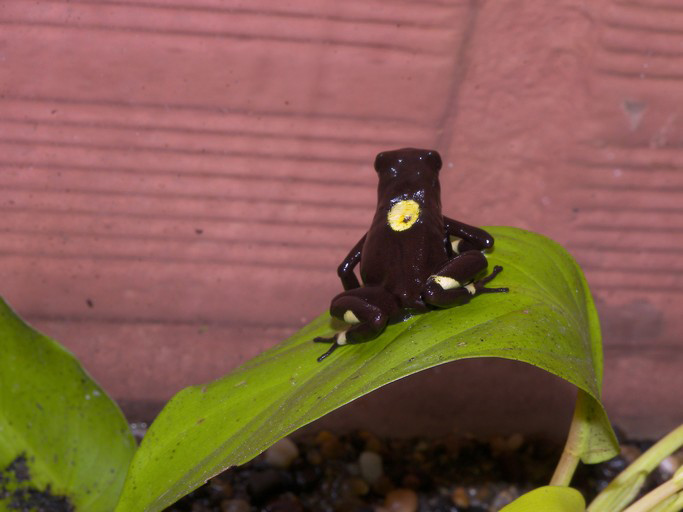
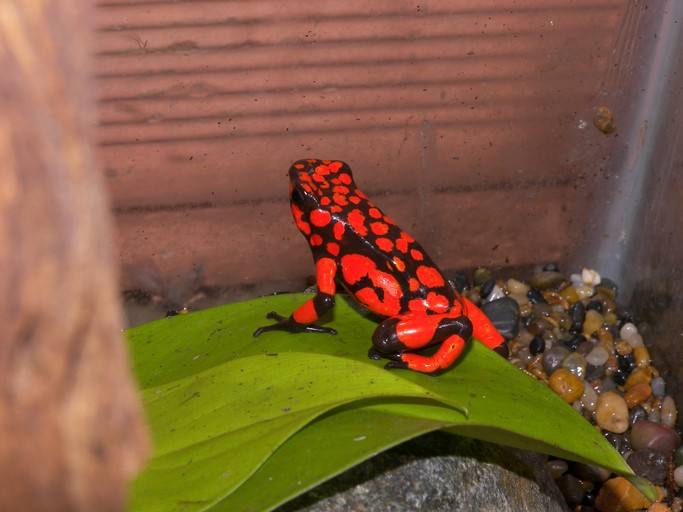
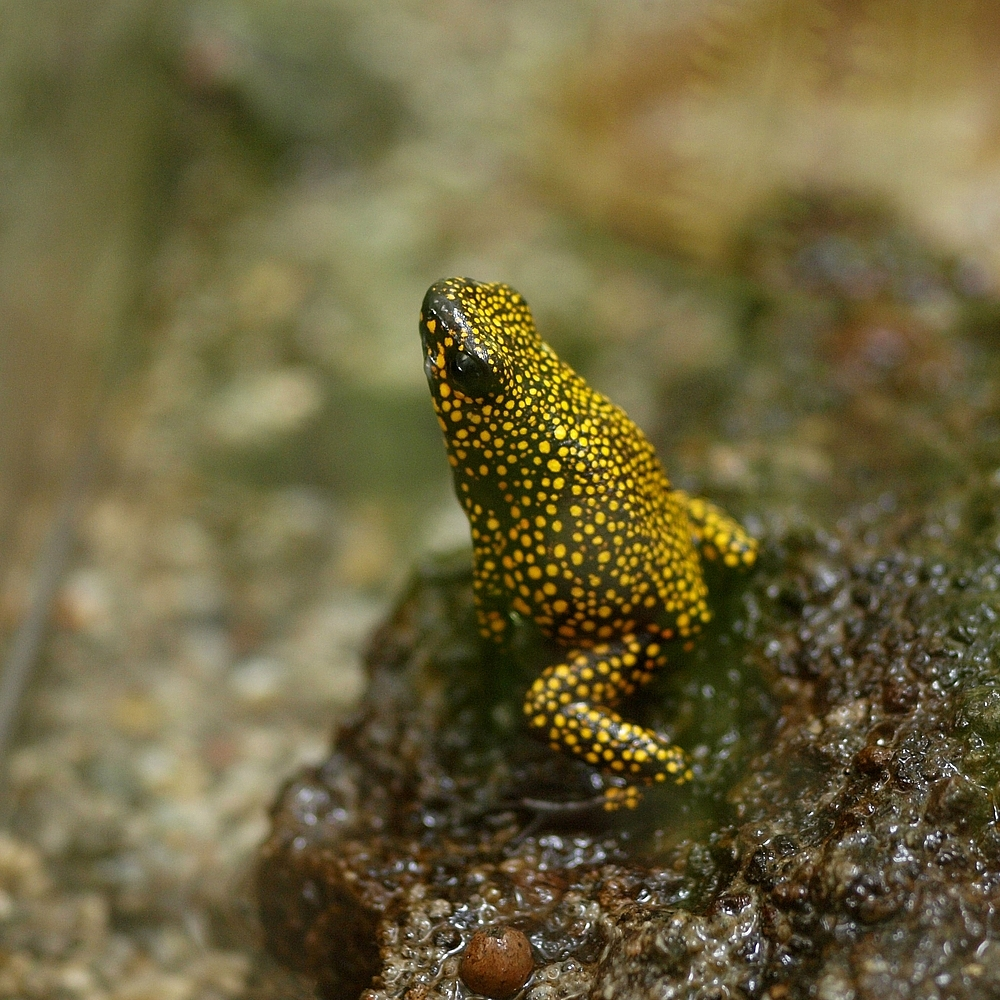

## Publication originale
- Berthold, 1845 : über verschiedene neue oder seltene Reptilien aus New Granada und Crustaceen aus China Nachrichten Gesellschaft Wissenschaftern Göttingen, vol. 1845, p. 3–49.